# O Magnum Mysterium

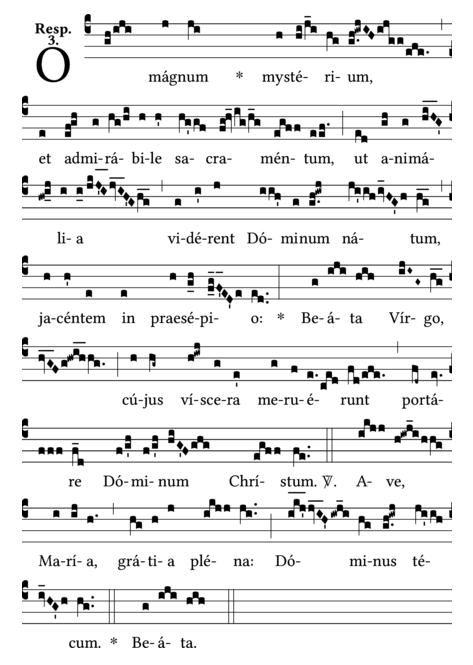
canto responsorial que forma parte de los Maitines de Navidad.

O magnum mysterium es un canto responsorial que forma parte de los Maitines de Navidad. Aparte de su versión en canto gregoriano, muchos compositores han trabajado sobre el texto, adaptándolo y modernizándolo. Entre ellos destacan las figuras de Byrd, Palestrina, Morales, Lauridsen, Busto, Miskinis o, sobre todo, Tomás Luis de Victoria, el célebre polifonista abulense.

## Texto
Texto latino
O magnum mysterium,

et admirabile sacramentum,

ut animalia viderent Dominum natum,

jacentem in praesepio!

Beata Virgo, cujus viscera

meruerunt portare

Dominum Christum.

Alleluia.

Traducción al español

¡Oh, magno misterio,

y admirable sacramento,

que los animales vieran al Señor nacido,

yacente en un pesebre!

Bienaventurada la Virgen, cuyo vientre

fue digno de llevar

a Cristo el Señor.

Aleluya.

## Historia
La primera parte del texto menciona los animales presentes en el nacimiento de Jesús, y cómo el recién nacido se encuentra acostado en un pesebre. La referencia a los animales acompañando a Jesús se puede encontrar en el Libro de Isaías:

El buey conoce á su dueño, y el asno el pesebre de su señor: Israel no conoce, mi pueblo no tiene entendimiento..
Isaías 1,3

Es en el Evangelio apócrifo del pseudo-Mateo donde se sitúan explícitamente los dos animales dentro de la escena de la Natividad:

El tercer día después del nacimiento del Señor, María salió de la gruta, y entró en un establo, y depositó al niño en el pesebre, y el buey y el asno lo adoraron. Entonces se cumplió lo que había anunciado el profeta Isaías: El buey ha conocido a su dueño y el asno el pesebre de su señor.
Evangelio del pseudo-Mateo XIV:1

En el Evangelio de Lucas, donde la escena de la natividad se describe tal como se conoce tradicionalmente, no se mencionan los animales, pero si que aparece el pesebre:

Y parió á su hijo primogénito, y le envolvió en pañales, y acostóle en un pesebre, porque no había lugar para ellos en el mesón.
Lucas 2,7

Esta imagen se extendió a partir del siglo XIII cuando se incluye en la colección Leyenda Aurea. Se convirtió en el símbolo más popular del misterio de la Encarnación y de la humillación de Dios (Filipenses 2,6-7).
La aparición de la palabra sacramento no se debe confundir con el uso actual que le atribuye el cristianismo para referirse a los ritos ceremoniales destinados a buscar la conjunción con Dios. En este texto, sacramento indica la presencia operativa de Dios revelado en Jesús.
La segunda parte del responsorio se refiere a las palabras de Isabel cuando acoge a María durante la Visitación (Lucas 1,39-45).